# Asclepias nivea
Asclepias nivea är en oleanderväxtart som beskrevs av Carl von Linné. Asclepias nivea ingår i släktet sidenörter, och familjen oleanderväxter. Inga underarter finns listade i Catalogue of Life.